# Maboane
Maboane è un villaggio del Botswana situato nel distretto di Kweneng, sottodistretto di Kweneng West. Il villaggio, secondo il censimento del 2011, conta 1.085 abitanti.

## Località
Nel territorio del villaggio sono presenti le seguenti 28 località:
- Digung di 15 abitanti,
- Gamotsamai di 6 abitanti,
- Kadije di 29 abitanti,
- Kalaitshwago di 25 abitanti,
- Khankwe/Khango di 59 abitanti,
- Kosuwe di 101 abitanti,
- Lehubutshwane di 14 abitanti,
- Lemao di 31 abitanti,
- Letsopeng di 16 abitanti,
- Magagarape di 165 abitanti,
- Masope di 140 abitanti,
- Matshalane di 26 abitanti,
- Metsidipuo di 14 abitanti,
- Mmamatlhaku di 12 abitanti,
- Mokokomadi di 26 abitanti,
- Moretlwa Cattle Post di 1 abitante,
- Mosarwambe di 1 abitante,
- Mosarwanyane di 30 abitanti,
- Ntsokwe di 9 abitanti,
- Phuduhudu di 158 abitanti,
- Segogorege,
- Sejamotsatsa di 75 abitanti,
- Sekhukhu di 12 abitanti,
- Taung di 29 abitanti,
- Tshwabi di 22 abitanti,
- Tshwane di 4 abitanti,
- Tsoto di 19 abitanti,
- Tsotwane